# 18 ربيع الأول
- السبت
- الأحد
- الاثنين
- الثلاثاء
- الأربعاء
- الخميس
- الجمعة

- 2731 أغسطس 2024
- 281 سبتمبر 2024
- 292 سبتمبر 2024
- 303 سبتمبر 2024
- 14 سبتمبر 2024
- 25 سبتمبر 2024
- 36 سبتمبر 2024
- 47 سبتمبر 2024
- 58 سبتمبر 2024
- 69 سبتمبر 2024
- 710 سبتمبر 2024
- 811 سبتمبر 2024
- 912 سبتمبر 2024
- 1013 سبتمبر 2024
- 1114 سبتمبر 2024
- 1215 سبتمبر 2024
- 1316 سبتمبر 2024
- 1417 سبتمبر 2024
- 1518 سبتمبر 2024
- 1619 سبتمبر 2024
- 1720 سبتمبر 2024
- 1821 سبتمبر 2024
- 1922 سبتمبر 2024
- 2023 سبتمبر 2024
- 2124 سبتمبر 2024
- 2225 سبتمبر 2024
- 2326 سبتمبر 2024
- 2427 سبتمبر 2024
- 2528 سبتمبر 2024
- 2629 سبتمبر 2024
- 2730 سبتمبر 2024
- 281 أكتوبر 2024
- 292 أكتوبر 2024
- 303 أكتوبر 2024
- 14 أكتوبر 2024

18 ربيع الأوَّل أو 18 ربيع الأنوار أو يوم 18 \ 3 (اليوم الثامن عشر من الشهر الثالث) هو اليوم السابع والسبعين من أيَّام السنة (أو الثامن والسبعين لو كان شهر صفر مُتممًا لليوم الثلاثين) وفق التقويم الهجري القمري (العربي). يبقى بعده 277 أو 278 يومًا لانتهاء السنة.

## أحداث
- 1هـ - الانتهاء من بناء المسجد النبوي في المدينة المنورة.
- 665هـ - إقامة صلاة الجمعة لأول مرة بالجامع الأزهر في عهد الظاهر بيبرس سلطان الدولة المملوكية، بعد أن انقطعت فيه نحو قرن من الزمان على يد صلاح الدين الأيوبي الذي أبطل الخطبة بالجامع الأزهر بعد أن كان معقلًا للشيعة الإسماعيلية.
- 1203هـ - الجيش الإمبراطوري الروسي يحتل قلعة «أوزو» أهم القلاع العثمانية على البحر الأسود، ويقوم بمجزرة بشرية رهيبة راح ضحيتها 25 ألف مسلم من الرجال والنساء والأطفال بعد تعذيبهم تعذيبًا شديدًا.
- 1220هـ - بدء الحملة البريطانية الأولى على القواسم في الخليج العربي.
- 1243هـ - تحطيم الأسطولين المصري والعثماني في معركة نافارين على يد الأسطولين البريطاني والروسي، اللذين خشيا من ازدياد نفوذ محمد علي باشا بعد استدعاء السلطان العثماني لوالي مصر؛ لإخماد الثورة التي اشتعلت في بلاد المورة ضد الدولة العثمانية.
- 1342هـ - إعلان المجلس الوطني في الدولة العثمانية أن البلاد أصبحت جمهورية، تستمد كيانها من الشعب، وانتخاب مصطفى كمال أتاتورك رئيسًا للجمهورية التركية، وكان ذلك إيذانًا بإلغاء الخلافة الإسلامية.
- 1372هـ - اغتيال مؤسس الاتحاد العام التونسي للشغل فرحات حشاد على يد عصابة اليد الحمراء.
- 1373هـ - صدور قرار مجلس الأمن الدولي رقم 101 والذي أدان فيه إسرائيل بسبب مذبحة إرتكبتها في قرية قبية قرب بيت لحم.
- 1376هـ - اختطاف طائرة مغربية كانت تقل زعماء الثورة الجزائرية وهم أحمد بن بلة وخمسة من رفاقه.
- 1379هـ - عبد الكريم قاسم يعدم الضابط رفعت الحاج سري بعد حركة الشواف.
- 1400هـ - أبو الحسن بني صدر ينصّب رئيسًا لإيران بعد انتخابات في يناير 1980 حصد فيها حوالي 78.9% من الأصوات.
- 1426هـ - سوريا تسحب آخر جنودها من قواتها العسكرية العاملة في لبنان وذلك تحت الضغط الدولي، منهية بذلك 29 عامًا من الوجود العسكري السوري فيه.
- 1428هـ - الإفراج عن 15 جنديًا بريطانيًا كانوا محتجزين في إيران.
- 1438هـ - وقوع تفجير بمدينة قيصرية التركية مما أسفر عن مقتل 14 جندي وإصابة 55 آخرين.
- 1439هـ - الرئيس الأمريكي دونالد ترامب يعترف بالقدس عاصمة لإسرائيل.
- 1441هـ - اندلاع احتجاجات شعبية عامة في إيران عقب إعلان الحكومة زيادة أسعار الوقود بنسبة 300%.
- 1444هـ - مجلس النواب العراقي ينتخب مرشح الاتحاد الوطني الكردستاني عبد اللطيف جمال رشيد رئيسًا للجمهورية، وتكليف مرشح الإطار التنسيقي محمد شياع السوداني بتشكيل الحكومة.

## مواليد
- 19 ق.هـ - أم كلثوم بنت محمد، ابنة الرسول محمد.
- 1142هـ - محمد بن عبد الله الفيروز، عالم مسلم وفقيه حنبلي أحسائي.
- 1172هـ - علي بن خليفة، فقيه تونسي.
- 1312هـ - محمد الفحام، شيخ الجامع الأزهر الثالث والأربعون.
- 1331هـ - عبد الحميد جودة السحار، كاتب مصري.
- 1361هـ - عواطف حلمي، ممثلة مصرية.
- 1389هـ - سعيد قريش، ممثل سعودي.
- 1393هـ - رامز جلال، ممثل مصري.
- 1397هـ - رنا الرفاعي، ممثلة وممثلة صوت لبنانية.

## وفيات
- 227هـ - أبو إسحٰق محمد المعتصم بالله، ثامن الخلفاء العباسيين.
- 1009هـ - شمس الدين محمد بن علي الموسوي الجبعي العاملي، عالم مسلم شيعي.
- 1344هـ - صالح قنباز، طبيب وشاعر سوري.
- 1372هـ - فرحات حشاد، مؤسس الاتحاد العام التونسي للشغل.
- 1379هـ - رفعت الحاج سري، ضابط عسكري عراقي.
- 1398هـ - فرج العمران، فقيه مسلم وشاعر وكاتب سعودي.
- 1399هـ - راضي الطباطبائي، فقيه مسلم وشاعر وكاتب عراقي.
- 1417هـ - محمد فرح عيديد، رئيس الصومال.
- 1423هـ -
  - محمد كاظم الطريحي، فقيه شيعي عرافي.
  - عليه الجباس، ممثلة مصرية.
- 1433هـ - إبراهيم الفقي، خبير مصري في التنمية البشرية والبرمجة اللغوية العصبية.
- 1434هـ - مرتضى شمس، طبيب وشاعر إيراني.

## وصلات خارجية
- موقع قصة الإسلام: حدث في شهر ربيع الأوَّل.